# Étampes
Étampes är en stad och kommun i departementet Essonne i regionen Île-de-France i norra Frankrike. Staden tillhör regionen Île-de-France, arrondissementet Étampes och är förvaltningsort för tio kantoner. Étampes ligger 50 kilometer söder om Paris och 60 kilometer norr om Orléans. År 2022 hade Étampes 26 601 invånare.

## Kultur
I Étampes finns många äldre kyrkor bl.a. Notre-Dame i unggotisk stil från omkring 1020, berömd för sitt klocktorn och portal.

## Historia
- 911 - Staden förstörs av normander
- 1020 Kyrkan Notre-Dame börjar uppföras
- 1940 - Staden utsätts för omfattande tyskt bombardemang
- 1944 - Staden utsätts för omfattande bombardemang av de allierade

## Befolkningsutveckling
Antalet invånare i kommunen Étampes
| Referens: INSEE |